# Cordia diversifolia
Cordia diversifolia là loài thực vật có hoa trong họ Mồ hôi. Loài này được Pav. ex A.DC. mô tả khoa học đầu tiên năm 1845.